# Epimyrma adlerzi
Epimyrma adlerzi é uma espécie de formiga da família Formicidae. É endémica da Grécia.

## Ciclo de vida
A rainha da E. corsica invade formigueiros doutra espécie (como a Leptothorax exilis) e mata a rainha da espécie hospedeira (como é habitual entre as formigas do género Epimyrma); sendo aceite pelas obreiras da espécie parasitada, produz quase só novas rainhas e machos (a espécie praticamente não tem obreiras, dependendo das obreiras da espécie hospedeira, e nascem muitas mais rainhas do que machos), que acasalam dentro do formigueiro (o que levará a elevada consanguinidade, já que de geração para geração o acasalamento será sempre entre irmãos). Depois de fecundadas, as novas rainhas abandonam o formigueiro e vão tentar invadir outros formigueiros das espécies hospedeiras. As colónias (e a rainha) sobrevivem um ou dois anos (até porque ao fim desse período acabam por morrer todas as obreiras da espécie original).

## Relação com outras espécies deEpimyrma
O ciclo de vida é praticamente idêntico ao da Epimyrma corsica (ambas espécies sem obreiras em que a rainha mata a rainha da espécie hospedeira, levando a que colónia desapareça quando morrerem as obreiras da espécie original). No entanto, a morfologia da E. adlerzi é mais similar à da E. ravouxi, uma espécie esclavagista, do que à da E. corsica, o que leva a supor que esta não será a espécie mais próxima da E. adlerzi e que a semelhança de estilo de vida resultará de evolução convergente.